# 帕哈雷斯德洛索特罗斯
帕哈雷斯德洛索特罗斯，是西班牙卡斯蒂利亚-莱昂莱昂省的一个市镇。 总面积62平方公里，总人口336人（001年），人口密度5人/平方公里。